# 兵庫県立尼崎西高等学校
兵庫県立尼崎西高等学校（ひょうごけんりつ あまがさきにし こうとうがっこう、英: Amagasaki Nishi High School）は、兵庫県尼崎市大島に所在する公立高等学校。

## 概要
太平洋戦争後の高度経済成長期に、高校増設を求め10年間続けられた尼崎市民の市民運動を受け、団塊の世代の進学する「高等学校生徒急増期」の1963年（昭和38年）に尼崎市立尼崎西高等学校として、尼崎市立尼崎東高等学校とともに新設。その後、運営を兵庫県に移管され兵庫県立となった。

## 沿革

### 年表
- 1962年（昭和37年） - 3月30日、尼崎市議会が新設高校の土地買収費並びに建築費を議決。12月24日、尼崎市議会が尼崎市立尼崎東高等学校と市立尼崎西高校の2校設置を議決。12月27日、2校設置を兵庫県教育委員会が許可[2][3]。
- 1963年（昭和38年） - 4月1日、尼崎市立尼崎西高等学校設立。初代校長に田部太郎など全職員の異動を発令。4月8日、尼崎市庁舎[4]を仮校舎として第1回入学式を挙行。7月10日、第1期工事普通教室9並びに管理部門竣工。7月22日、本校舎へ移転。9月30日、第1期工事特別教室（生物、化学、物理、地学）竣工[3]
- 1966年（昭和41年） - 1月、尼崎市より兵庫県へ移管され、兵庫県立尼崎西高等学校に改称
- 2012年（平成24年） - 11月17日、創立50周年記念式典を挙行[3]

## 基礎データ

### 交通アクセス

#### 電車
- 阪神電気鉄道 武庫川駅から北へ約1.2km（徒歩で約15分）
- JR神戸線（東海道本線）立花駅から南西へ約2.4km（徒歩で約31分）または甲子園口駅から南へ約2.1km（徒歩で約27分）

#### バス
JR立花駅、JR西宮駅、阪神尼崎駅、阪急武庫之荘駅の各駅前から乗車（詳細は学校サイトの「交通アクセス」ページ）。

## 諸活動

### 部活動
- 野球
- サッカー
- ラグビー
- バスケットボール
- 軟式テニス
- バレーボール
- バドミントン
- 水泳
- 陸上競技

## 高校関係者と組織

### 関連団体
- 兵庫県立尼崎西高等学校同窓会 - 同窓会。固有の団体名は無し

### 高校関係者一覧

#### 政治
- 室井邦彦 - 元参議院議員

#### 芸能
- 今別府直之 - 吉本新喜劇の芸人

#### スポーツ
- 筒井大助 - 日本体育大学教授。元社会人野球選手（外野手）、野球指導者